# Bartholomew Green (Essex)
Bartholomew Green – wieś w Anglii, w hrabstwie Essex. Leży 14 km na północ od miasta Chelmsford i 58 km na północny wschód od Londynu.